# Grand Lisboa
Grand Lisboa (en chino tradicional, 新葡京) es un hotel de 48 plantas y 258 metros (846 pies) de altura situado en Macao, propiedad de la Sociedade de Jogos de Macau y diseñado por los arquitectos Dennis Lau y Ng Chun Man, de Hong Kong. Su casino y restaurantes abrieron el 11 de febrero de 2007, mientras que el hotel abrió en diciembre de 2008. El casino ofrece 800 mesas de juegos de azar y 1000 máquinas automáticas. El hotel contiene 430 habitaciones y suites. Grand Lisboa es el edificio más alto de Macao.
El casino es el primero de Macao que ofrece el juego de póquer Texas hold 'em. Fue también el primero en ofrecer craps, aunque algunos otros casinos de la ciudad ofrecen en la actualidad el juego.
Joël Robuchon se unió al grupo en 2007 como el chef principal del restaurante del hotel, Robuchon a Galera, que fue premiado en 2008 con tres estrellas por la Guía Michelin. La carta de vinos incluye más de 7 400 vinos y ha ganado el “Gran Premio” Wine Spectator.
The Star of Stanley Ho está mostrado permanentemente en el Casino Grand Lisboa. Según el Gemological Institute of America, el diamante de 218,08 quilates (43,62 g) de masa es el diamante color-D de forma de cojín sin desperfectos internos más grande del mundo.